# Asociación Deportiva Tarma
L'Asociación Deportiva Tarma, també anomenada Tarma, o ADT, és un club peruà de futbol de la ciutat de Tarma.
Va ser fundat el 18 de juny de 1929 amb el nom Alianza Tarma, canviant a ADT el 1960. Després de la classificació del club per la Copa Sudamericana de 2024 per primer cop, decidí renovar l'estadi Unión Tarma amb un cost de 30 milions de soles.

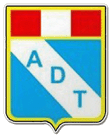
1929–2020
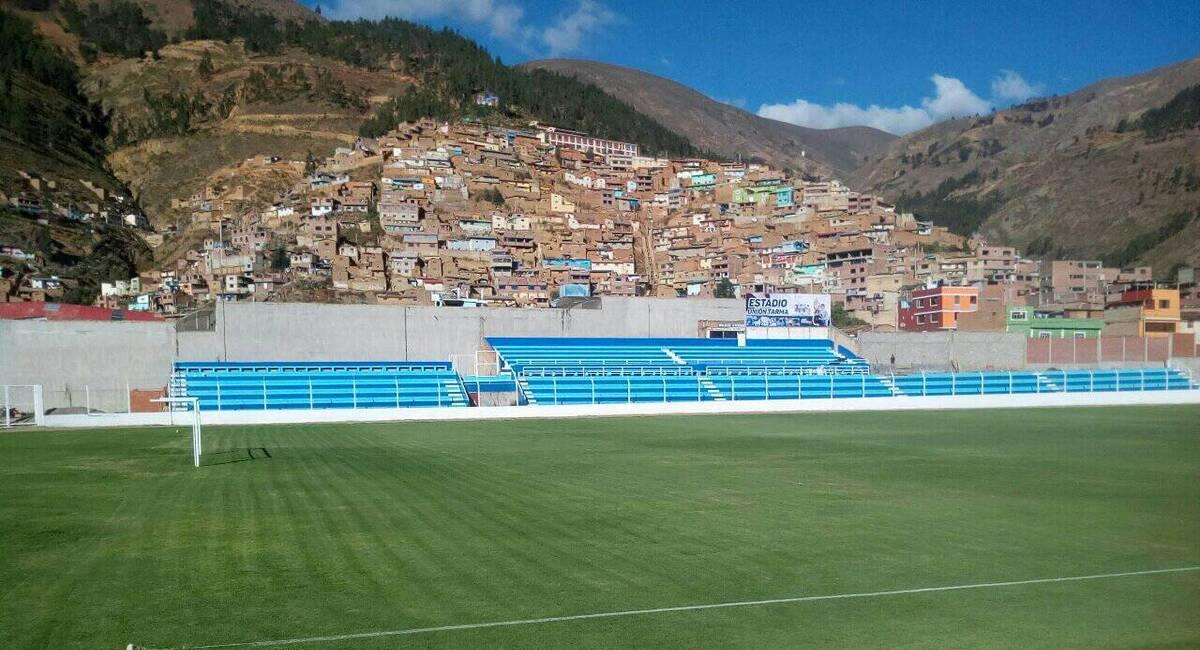
Estadio Unión Tarma

## Palmarès
- División Intermedia:
  - 1987 Zona Centro
- Copa Perú:[3]
  - 1979, 2021